# Landeck
Landeck é uma cidade no Tirol, Áustria, com 7.633 habitantes, sendo a capital do distrito de Landeck.

## Geografia
Landeck está localizada no oeste do Tirol, a uma altitude de cerca de 820 metros acima do nível do mar. A cidade está situada no vale do rio Inn, em sua confluência com seu afluente Sanna.
O vale do Inn é uma importante rota de transporte entre o Tirol, na direção oeste, atravessando o maciço Arlberg. No sul, o Passo Reschen, na porção principal dos Alpes, leva à região de Vinschgau, na região italiana do Tirol do Sul.

## História

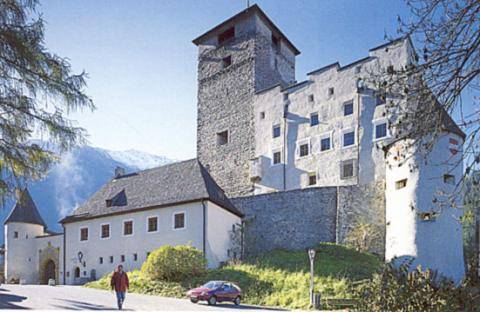
Castelo de Landeck

Na Antiguidade, a Via Cláudia Augusta atravessava o Passo Reschen, e através do vale do Inn, onde se situa hoje Landeck, conectando a península italiana com a Récia, província conquistada no ano 15 antes de Cristo. Na Idade Média, o vale permaneceu como uma importante confluência de rotas que levavam a Augsburgo através do Passo Fern, e, a oeste, atravessando o Arlberg.